# Julia Kedhammar
Julia Kedhammar es una cantante sueca nacida el 7 de abril del año 2000 en Skogås (Suecia).
Con 10 años de edad grabó su primer álbum "If I could make a wish - Swedish Children's Favorites", donde ella cantó las 20 canciones infantiles más deseadas de Suecia. El álbum fue un éxito de ventas tanto en disco físico cono en plataformas digitales. En el extranjero, el disco se distribuyó por Estados Unidos, alcanzando las áreas suecas de Minnesota, Dakota e Illinois norte en el verano de 2012.
El 6 de junio de 2014 se convirtió en la ganadora de la edición de 2014  del Lilla Melodifestivalen, la versión infantil del Melodifestivalen. Este hecho le otorgó la oportunidad de representar a Suecia en el Festival de la Canción de Eurovisión Junior 2014 con la canción con la que ganó.
El 21 de julio de 2014, Julia fue escuchada en la serie de televisión estadounidense Rectify, donde interpretó  "Tom Dooley" con una parte en rap escrita por ella misma.
El 15 de noviembre de 2014 representará a Suecia en el Festival de la Canción de Eurovisión Junior 2014 con la canción "Du är inte ensam".